# ヘオルフ・ボーデンハウゼン

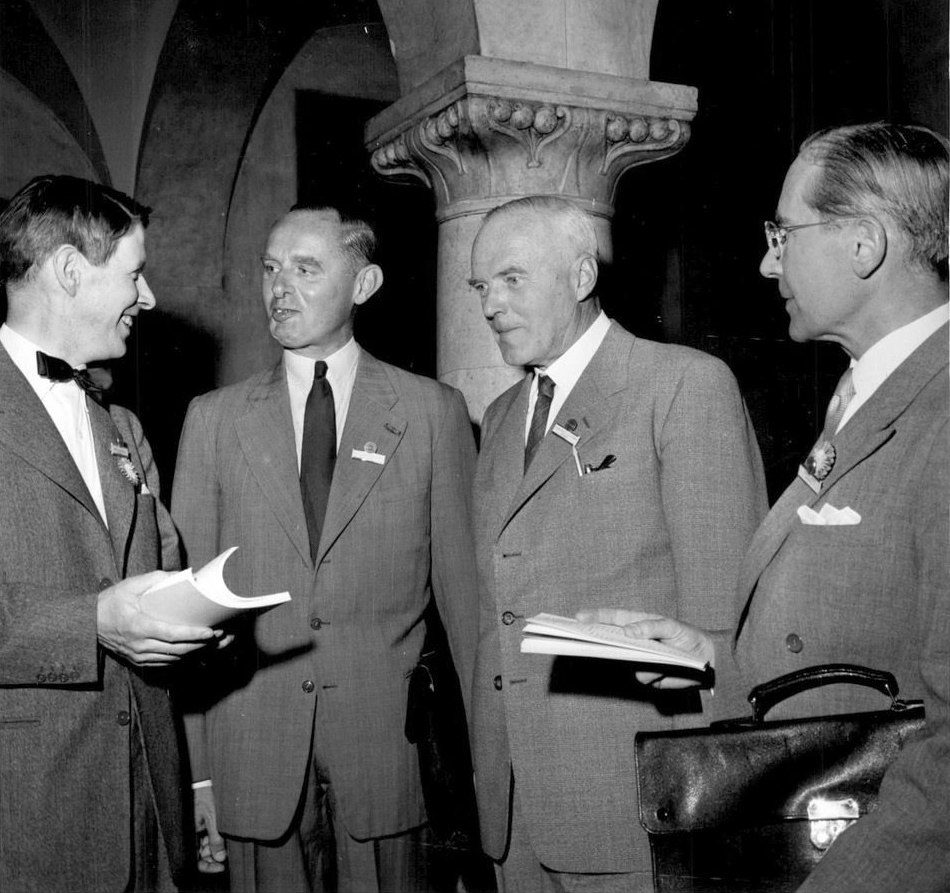
国際知的財産保護協会

ヘオルフ・ヘンドリック・クリスティアーン・ボーデンハウゼン（Georg Hendrik Christiaan Bodenhausen、1905年7月11日 - 1997年10月1日）は、オランダ出身の国際公務員である。1970年から1973年まで、世界知的所有権機関（WIPO）の初代事務局長を務めた。

## 略歴
1905年にオランダユトレヒトに生まれる。1963年から1970年までWIPOの前身である知的所有権保護合同国際事務局（BIRPI）の事務局長を務め、1970年にWIPOが設立されると初代事務局長に就任。以後、1973年まで事務局長を務めた。
工業所有権の保護に関するパリ条約の注解本である『注解パリ条約』（"Guide to the Application of the Paris Convention for the Protection of Industrial Property As Revised at Stockholm in 1967"）の著者としてもつとに有名であり、知的財産権の世界で単に「ボーデンハウゼン」と言った場合には、この書籍を指すことも多い。